# VEGF-Homologie-Domäne

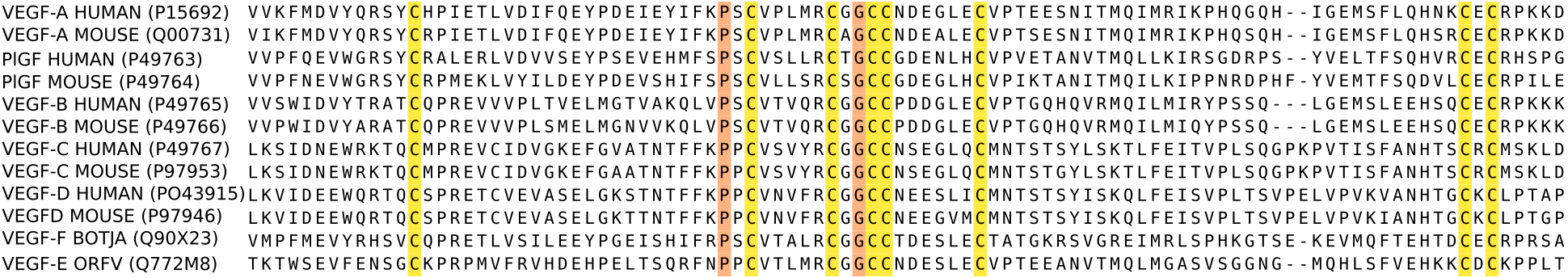
Alignment der Aminosäurensequenz der VEGF-Homologie-Domäne ausgewählter VEGFs. Die acht Cysteinreste sind gelb hinterlegt und andere 100 % konservierte Aminoäsurenreste orange.

Die VHD Homologie-Domäne ist das zentrale Strukturelement, das allen Mitgliedern der VEGF-Familie gemein ist.
Sie ist in der minimalen Version ca. 100 Aminosäuren lang und hat eine charakteristische Anordnung von acht Cystein-Aminosäureresten, und zwar: CX22CPXCVX3RCXGCCX6CX33-35CXC. Sechs dieser Cysteine verbinden sich untereinander und bilden drei Disulfidbrücken in der sogenannten Cystinknoten-Struktur (zwei Disulfidbrücken formen einen Ring, durch den dann die dritte Disulfidbrücke führt). Die zwei übrigen Cysteine bilden auch Disulfidbrücken aus, aber nicht miteinander, sondern zu dem jeweils anderen Cystein eines anderen VEGF-Moleküls. VEGFs sind daher in der Regel antiparallele, kovalente Dimere. Obwohl die intermolekularen Disulfidbrücken nicht notwendig für die Bildung eines VEGF-Dimers sind, erhöht sich durch sie die Hitzestabilität des Moleküls.